# Ryosuke Kijima
Ryosuke Kijima (木島 良輔 Kijima Ryosuke?), född 29 maj 1979 i Chiba prefektur, är en japansk fotbollsspelare.
Kijima började sin karriär 1998 i Yokohama Marinos (Yokohama F. Marinos). Med Yokohama F. Marinos vann han japanska ligacupen 2001. Efter Yokohama F. Marinos spelade han för Oita Trinita, Tokyo Verdy, Roasso Kumamoto, FC Machida Zelvia, Matsumoto Yamaga FC, Kamatamare Sanuki och Maruyasu Okazaki. Han avslutade karriären 2019.